# المركز السعودي للاعتماد
المركز السعودي للاعتماد هو مركز حكومي سعودي أنشئ بموجب قرار مجلس الوزراء الموقر رقم (600) وتاريخ 22 شوال 1440هـ الموافق 25 يونيو 2019 م القاضي بتحويل اللجنة الوطنية للاعتماد (2004 م) إلى مركز مستقل باسم «المركز السعودي لاعتماد» ليتمتع بالشخصية الاعتبارية، والاستقلال المالي والإداري، يرتبط المركز تنظيمياً بـ وزير التجارة ، ويهدف لرفع مستوى جودة الخدمات والمنتجات، وكفاية جهات تقويم المطابقة، وحماية المستهلك، ومنح الثقة بخدمات جهات تقويم المطابقة.
حيث يعد المركز الجهة الوطنية المخولة بشكل رسمي لتقديم خدمات اعتماد جهات تقويم المطابقة في المملكة والارتقاء بكفاءتها، وفقا للمتطلبات الدولية ومماثلة لأجهزة الاعتماد النظيرة  ليسهم في تعزيز البنية التحتية للجودة ويدعم اقتصاد المملكة وازدهارها.

## المهام
يقوم المركز بمجموعة من المهام والتي نص عليها تنظيمه مثل:
اعتماد جهات تقويم المطابقة.
وتقديم خدمات التدريب وتأهيل المقيمين في مجال تقويم المطابقة
الاشتراك في المنظمات والهيئات الدولية والإقليمية
الاعتراف المتبادل بشهادات اعتماد جهات تقويم المطابقة
تمثيل المملكة في المنظمات الدولية والإقليمية
التنسيق مع الأجهزة الحكومية لتوفير البيانات ذات العلاقة يمجال تقويم المطابقة
اقتراح الأنظمة ذات الصلة، وإعداد الدراسات والبحوث، وتنظيم الندوات والمؤتمرات وإعداد قاعدة بيانات خاصة بنشاط المركز.[3]

## الرؤية والرسالة
الرؤية: المساهمة في الوصول بمنظومة الجودة في المملكة العربية السعودية إلى أفضل عشر دول. عالميًا في 2030.
الرسالة: تقديم خدمات اعتماد مبتكرة وموثوقة بالشراكة مع الجهات في منظومة الجودة محليًا ودوليًا للارتقاء بتنافسية الاقتصاد الوطني وتعزيز التجارة الخارجية.

## خدمات المركز
1. اعتماد المختبرات.
- اعتماد مختبرات القياس والمعايرة، وفق المواصفة القياسية الدولية 17025 ISO/IEC
- اعتماد مختبرات البنوك الحيوية وفق للمواصفة الدولية ISO 20387: 2018
- اعتماد مختبرات الفحص، وفق المواصفة القياسية الدولية ISO/IEC 17025
- اعتماد المختبرات الطبية، وفق المواصفة القياسية الدولية ISO 15189
- اعتماد الجهات المصنعة للمواد المرجعية، وفق المواصفة القياسية الدولية ISO 17034
- اعتماد الجهات المقدمة لاختبارات الكفاءة، وفق المواصفة القياسية الدولية ISO/IEC17043

2. اعتماد جهات التفتيش.
3. اعتماد جهات منح الشهادات.
- اعتماد منح شـــهادات نظم الإدارة طبقـــاً للمواصفة الدولية القياسية ISO/IEC 17021-1
- اعتماد منح شـــهادات المنتجات والعمليات والخدمـــات طبقا للمواصفة الدولية القياسية ISO/IEC 17065
- اعتماد منح شـــهادات الكفاءة للأفـــراد طبقا للمواصفـــة الدوليـــة القياسية ISO/IEC 17024
- اعتماد جهات منح شهادات الحلال وفق المواصفة GSO 2055-2

## المقيّمين والخبراء
يعمل المركز على تطوير مستوى القدرات الفنية في مجالات الاعتماد والجودة من خلال تقديم برامج تدريبية عامة ومتخصصة لتعزيز مستوى المقيمين والخبراء (المتعاونين) والتي بدورها تساهم في رفع جودة عمليات الاعتماد.

## الاعتراف الدولي
حصل المركز على الاعتراف الدولي من المنظمة الدولية لاعتماد المختبرات (ILAC) ، في كل من المجالات التالية:
- اعتماد مختبرات الفحص طبقًا للمواصفة القياسية الدولية ISO/IEC 17025 - في العام 2021م
- اعتماد مختبرات القياس والمعايرة طبقًا للمواصفة القياسية     الدولية  ISO/IEC 17025     - في العام 2021م
- اعتماد جهات التفتيش طبقًا للمواصفة القياسية الدولية 17020 ISO/IEC - في العام 2021م
- اعتماد المختبرات الطبية طبقًا للمواصفة القياسية الدولية ISO 15189 - في العام 2023م

وحصل المركز على الاعتراف الدولي من المنتدى الدولي للاعتماد (IAF) ، في مجال:
- اعتماد جهات منح شهادات نظم الإدارة طبقًا للمواصفة القياسية الدولية ISO/IEC17021-1:2015 - في العام 2024م للمواصفات التالية :
- المعيار الدولي لسلامة الأغذية ISO22000 - في العام 2024م
- المعيار الدولي لنظام الإدارة البيئية ISO14001 - في العام 2024م
- نظام إدارة الجودة للأجهزة الطبية ISO13485  - في العام 2024م
- نظام إدارة الطاقة ISO50001 - في العام 2024م
- نظام إدارة السلامة والصحة المهنية ISO45001 - في العام 2024م
- نظام إدارة الجودة 9001:2015 ISO - في العام 2024م

يعني هذا الاعتراف الدولي أن شهادات المطابقة الصادرة عن جهات تقويم المطابقة المعتمدة من المركز السعودي للاعتماد أصبحت معترف بها دوليًا، مما يعكس التأثير الايجابي على المستوى الاقتصادي من خلال رفع مستوى التبادل التجاري وتدفق السلع والمنتجات من وإلى المملكة.